# Chew Bahir
Chew Bahir (také Lake Istifanos) je jezero na hranici Jižní Etiopie a Oromie v Etiopii, při maximálním stavu vody zasahuje také na území Keni. V roce 1960 mělo rozlohu 2000 km², od té doby se však většina jeho plochy změnila na bažiny. Hlavním přítokem je řeka Weito. Jako první Evropané je v roce 1888 navštívili rakousko-uherští cestovatelé Sámuel Teleki a Ludwig von Höhnel a nazvali je Štěpánčino jezero podle rakousko-uherské korunní princezny Štěpánky Belgické, častěji se používá název Chew Bahir, který v amharštině znamená slané jezero. Na jezeře žije početná populace plameňáků.